# Staufenberg (Reinhardswald)

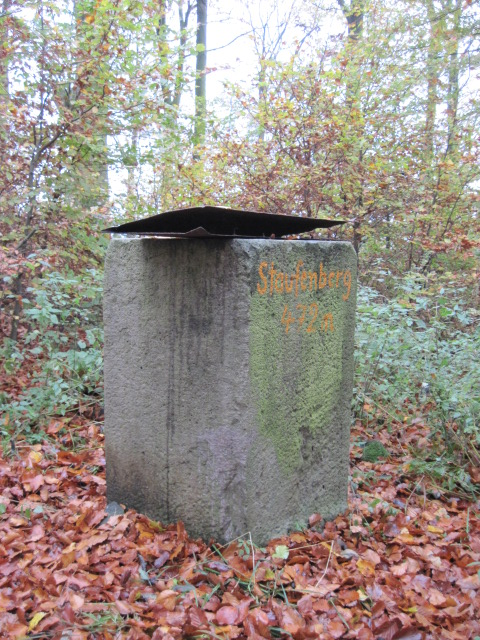
Staufenberg: Gipfelstein

Der Staufenberg ist mit 472,2 m ü. NHN vor dem Gahrenberg (472,1 m) der höchste Berg des Mittelgebirges Reinhardswald im Landkreis Kassel in Hessen.

## Geographische Lage
Der bewaldete Staufenberg befindet sich in Nordhessen rund 3,5 km nordwestlich von Veckerhagen (ein Gemeindeteil von Reinhardshagen) und etwa 7,5 km (Entfernungen jeweils Luftlinie) östlich von Hombressen (ein Stadtteil von Hofgeismar).
Der Südausläufer des Staufenbergs heißt „Kleiner Staufenberg“ (421 m), unweit nordwestlich des Gipfels befindet sich der erste deutsche Friedwald. An seinem Westhang entspringt die wasserreiche Holzape, die das längste Fließgewässer im Reinhardswald und ein südöstlicher Zufluss der Diemel ist. Etwas südwestlich des Berggipfels entspringt der kleine Tiefenbach, der ostwärts fließend in die Weser mündet.

## Naturräumliche Zuordnung
Der Staufenberg gehört in der naturräumlichen Haupteinheitengruppe Weser-Leine-Bergland (Nr. 37) und in der Haupteinheit Solling, Bramwald und Reinhardswald (370) zur Untereinheit Reinhardswald (370.4). Seine Landschaft fällt nach Osten in die Untereinheit Weserdurchbruchstal (370.3) ab.

## Diemel-Weser-Wasserscheide
Über den Staufenberggipfel verläuft ein Abschnitt der Diemel-Weser-Wasserscheide, welche ein Teil der recht langgestreckten Diemel-Eder/Fulda/Weser-Wasserscheide ist: Das Wasser aller Bäche, die wie zum Beispiel die Holzape vom Staufenberg in westliche Richtungen fließen, erreicht früher oder später durch die Diemel die Weser; dagegen erreichen die sehr kurzen Fließgewässer, zum Beispiel der Tiefenbach, die in östliche Richtungen fließen, nach wenigen Kilometern auf direktem Weg die Weser.